# Історія солевидобутку в Україні
Історія солевидобутку в Україні

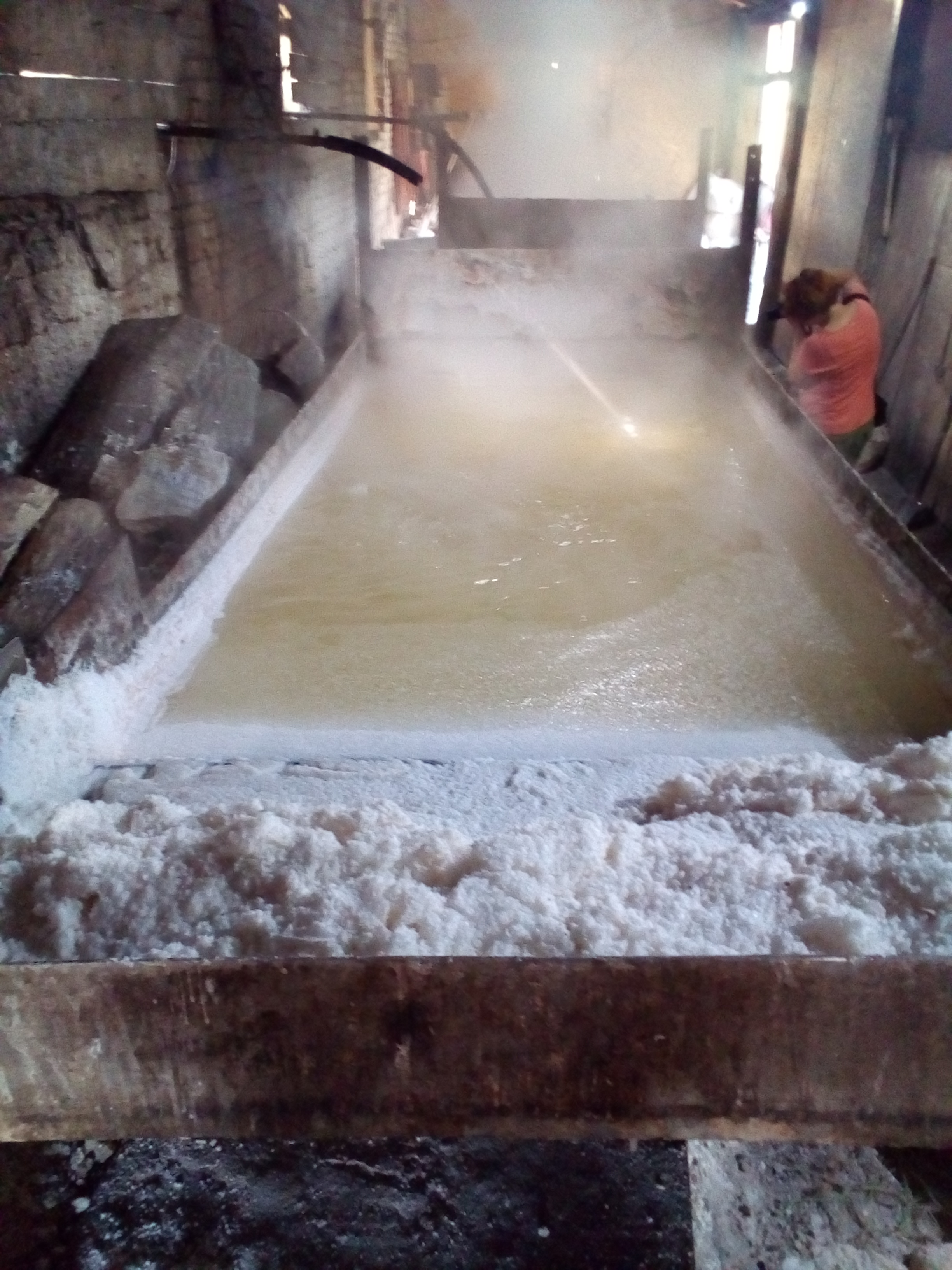
Чрени виварювання солі. Дрогобицький солевиварювальний завод

Сліди солевидобутку і торгівлі сіллю на теренах України сягають античної доби; грецькі міста над Чорним м. експортували до Греції сіль з Криму і чорноморських лиманів, видобуток солі на Мармарощині сягав римських часів.

## Передкарпаття
На Передкарпатті соляний промисел найдавніший і багато віків найважливіший в Україні, хоч запаси солі невеликі. Тут сіль добували майже винятково у виварному виді, хоча сьогодні видобуток незначний. За княжої доби (за «Києво-Печерським Патериком» — з 1096) велике значення мав видобуток виварної солі на Передкарпатті (Галичина); її експортували на Наддніпрянщину і до Польщі. У XVI ст. діяло 10 свердловин — у Старій Солі, Дрогобичі, Колпці, Модричах та Котові. У XVIII ст. виробництво галицької солі наближалося до 1 млн центнерів на рік. Вона покривала попит українського населення і експортувалася до Польщі й Литви. На початку ХХ ст. галицької солі видобували близько 50000 т на рік. Головні солеварні: Ляцьке, Дрогобич, Стебник, Болехів, Долина, Калуш, Делятин, Ланчин, Косів. У Дрогобичі сьогодні зокрема працює підприємство АТ «Галка-Дрогобич», яке веде свою історію від 1250 р. Розробляють Дрогобицьке, Болехівське і Долинське родовища.

## КримтаКінбурнський півострів
Видобуток чорноморської, зокрема кримської (сіль «кримка») солі з XVI ст. — один з основних запорозьких промислів (чумакування). 
У XVI ст. соляний промисел поступово перемістився на Кінбурнський півострів (Прогної — нинішнє Геройське).
Нині експлуатують родовища: на Сиваші, Генічеське та на озері Сасик-Сиваш, а також Геройський солепромисел.
Цікаво, що видобуток солі у неглибоких солоних озерах, часто з'єднаних з морем, описаний ще у «De Re Metallica» Георга Агріколи (1556 р.):
| Глибина басейну має бути помірною і його поверхня рівною, щоб усі води, висихаючи на сонці, перетворювалися на сіль. Для того щоб ґрунт басейну не всмоктав воду в себе, його слід покрити шаром першої ж здобутої солі. Здавна в багатьох місцях вдаються до обводнення басейнів морською водою. Не менш старим, але не таким уживаним способом є проведення в басейни солоних колодязних вод. За свідченням Плінія, у Вавилонії, а також у Каппадокії не тільки наповнювали басейни колодязною водою, а й проводили в них воду із солоних джерел. Звичайно, в теплих краях різного роду солоні води, у тому числі й озерні, проведені або влиті в такі басейни і висушуються на сонячній спеці, можуть перетворюватися на сіль. |

## Наддніпр'янщина
У XVIII-ХІХ ст. самоосадна сіль видобувалася у Причорномор'ї (т. зв. одеська сіль).

## Південна Слобідщина (пізніше Донеччина)
У XVII-XVIII ст. велике значення мало виварювання солі на Донеччині в околицях Тора, Бахмута й (пізніше) Співаківки. Соляні промисли на Торських і суміжних Маяцьких озерах документально відомі з 1619 р. (за Д.Багалієм і А.Слюсарським — з 1599—1600 рр.). Сіль постачали на Гетьманщину, південні райони Росії, до Правобережної України. Максимальний видобуток спостерігався у 1750—1757 рр. — в середньому за рік: на Бахмутських промислах — 268,9 тис. пудів; Торських промислах — 59,7 тис. пудів. Перша шахта закладена у 1879 р. У ХХ ст. рудник № 1 (Брянцевська шахта) став одним з лідерів солевидобутку у Європі. 
Сьогодні частина виробленого підземного простору музеєфікована. В місті Соледар працює спелеосанаторій «Соляна симфонія».

## Закарпаття
Сіль поблизу м. Солотвино видобували у І-ІІ ст. н. е. (знайдені залишки давньої шахти, римські монети). Соляні копальні ХІІІ ст. являли собою величезні ями глибиною до 150 м конусоподібної форми. Будівництво соляних шахт починається в кінці XVIII ст. Сьогодні видобуток обмежений. Частина покинутих шахт затоплено водою, що призвело до виникнення воронок і озер, частина виробок музеєфікована, відкрита алергологічна лікарня.